# NGC 2833
NGC 2833 je galaksija u zviježđu Risu.

## Vanjske poveznice
- SEDS: NGC 2833